# ان-سیکلوهگزیل-۲-آمینواتان‌سولفونیک اسید
ان-سیکلوهگزیل-۲-آمینواتان‌سولفونیک اسید (به انگلیسی: N-Cyclohexyl-2-aminoethanesulfonic acid) با فرمول شیمیایی C۸H۱۷NO۳S یک ترکیب شیمیایی با شناسه پاب‌کم ۶۶۸۹۸ است. که جرم مولی آن ۲۰۷٫۲۸۷ g/mol می‌باشد.